# David Sánchez Juliao
David Sánchez Juliao (Córdoba, 24 de novembro de 1945 - Bogotá, 9 de fevereiro de 2011) foi um escritor, jornalista e diplomata colombiano.